# Anti-induismo
L'anti-induismo indica una percezione negativa o l'intolleranza religiosa contro la pratica della religione indù. I sentimenti anti-indù si verificano principalmente in Pakistan e Bangladesh, in questi paesi si sono verificati diversi atti di intolleranza il più significativo riguarda le diverse atrocità del 1971 che causarono la morte di 3 milioni persone in Bangladesh, e la recente demolizione dei templi indù in Malaysia.